# Martin Ericsson
Martin Kjell Henrik Ericsson (Gustafs, 4 settembre 1980) è un ex calciatore svedese, di ruolo centrocampista.

## Carriera

### Club
Nato a Gustafs, giocò nella carriera giovanile per l'IF Tunabro, poi passò alla carriera professionale con il Brage e con l'IFK Göteborg. Debuttò nella nazionale perdendo 0-3 con la Norvegia il 22 gennaio 2004. Nell'estate del 2004 andò in Danimarca per giocare con l'Aalborg nella Superligaen. Divenne ben presto la star dell'Aalborg per la bravura dell'organizzazione in gioco. Nell'inverno del 2005 in una finestra di trasferimento passò a difendere i campioni danesi del Brøndby, dove ottenne il prestigioso numero 10 sulla maglietta. Ericsson fece gol nella sua partita di debutto con il Brøndby nella Superliga, una vittoria 3-0 contro i rivali del Copenaghen. Il 3 dicembre 2009 strinse un accordo con l'Elfsborg. Nel 2012 iniziò la stagione in prestito all'Häcken salvo poi essere ingaggiato a titolo definitivo a luglio dallo stesso club: qui rimase complessivamente per cinque stagioni da giocatore, prima di ritirarsi al termine dell'Allsvenskan 2016.
Il 29 ottobre 2019, l'Häcken annunciò che Ericsson sarebbe diventato assistente del direttore sportivo Sonny Karlsson. Venne promosso a direttore sportivo al termine della stagione 2020 quando lo stesso Karlsson lasciò l'incarico.

### Nazionale
Vanta 9 presenze in nazionale svedese.

## Palmarès

### Club

#### Competizioni nazionali
- Coppa di Danimarca: 1

Brøndby: 2007-2008
- Coppa di Lega danese: 1

Brøndby: 2006

#### Competizioni internazionali
- Royal League: 1

Brøndby: 2006-2007